# هربرت بردلی
هربرت بردلی (انگلیسی: Herbert Bradley; (۱۸۸۸ – ۲۱ ژوئن ۱۹۱۸) بازیکن فوتبال اهل انگلستان بود.
از باشگاه‌هایی که در آن بازی کرده‌است می‌توان به باشگاه فوتبال بری اشاره کرد.